# Limeta
Limeta (ara. līma, fra. lime) je naziv za voće raznih rodova, promjera do 6 cm. Limete su obično kisele i dobar su izvor vitamina C. Često se dodaju različitim jelima, napitcima i mirisima. Rastu tijekom cijele godine, a nešto su manje i okruglije od limuna.

## Povijest
Vjeruje se da je limeta porijeklom iz Indije ili Malezije. Limete su se počele uzgajati u Iraku i Perziji, prvi nasadi koji su bili namijenjeni trgovini zasađeni su u Babilonu, današnjem južnom Iraku.

## Upotreba
Kako bi spriječili skorbut britanski su moreplovci u 19. stoljeću dobivali dnevno sljedovanje citrusa, u početku limuna, a kasnije limete. Tek su kasnije otkrili da je količina vitamina C u limeti četiri puta manja od one u limunu, ali su ovo saznanje čuvali u najstrožoj tajnosti. Ipak su nastavili koristiti limetu jer im je bila dostupnija u njihovim kolonijama.
Ekstrakti i ulja limeta često se koriste u parfemima, sredstvima za čišćenje i za aromaterapiju.
Jedna od najraširenijih primjena limeta je u koktelima poput caipirinhe, mojita, daiquiria, margarite, cosmopolitana ili gimleta.
Kad se koža navlažena limetinim sokom izloži ultraljubičastom zračenju može se pojaviti fitodermatitis, koji može izazvati potamnjenje kože, otekline i pojavu mjehurića. Konobari koji često pripremaju koktele mogu zbog visoke koncentracije furanokumarina u limetama dobiti fitodermatitis.

## Vrste limeta
- Australske limete
  - Australska pustinjska limeta (Citrus glauca)
  - Australska prstasta limeta (Citrus australasica)
  - Australska okrugla limeta (Citrus australis)
- Prava limeta (Citrus ×aurantiifolia)
- Obična limeta (Citrus ×latifolia)
- Kvrgava limeta (Citrus hystrix)
- Limetka (Citrus ×floridana), hibridi limete i kumkvata
- Crvena limeta, ili Krvava-Limeta
- Španjolska limeta (Melicoccus bijugatus)
- Slatka limeta (Citrus limetta)
- Divlja limeta (Adelia ricinella)

## Slike
- Kriške limuna često se poslužuju uz razne napitke
- Limete u trgovini
- Plod i cvijet limete u južnoj Španjolskoj